# Slovinky
Slovinky é um município da Eslováquia, situado no distrito de Spišská Nová Ves, na região de Košice. Tem 46,44 km² de área e sua população em 2018 foi estimada em 1.862 habitantes.

## Demografia
| Ano:        | 1994 | 2004   | 2014   | 2024   |
| ----------- | ---- | ------ | ------ | ------ |
| Broj ljudi: | 1778 | 1873   | 1893   | 1800   |
| Razlika:    |      | +5,34% | +1,06% | -4,91% |

| Ano:               | 2023 | 2024   |
| ------------------ | ---- | ------ |
| Número de pessoas: | 1808 | 1800   |
| Diferença:         |      | -0,44% |